# Harmochirus brachiatus
Harmochirus brachiatus là một loài nhện trong họ Salticidae.
Loài này thuộc chi Harmochirus. Harmochirus brachiatus được Tord Tamerlan Teodor Thorell miêu tả năm 1877.